# XIT
XIT är en åländsk gratistidning som har en månatlig upplaga på 20 000-30 000 exemplar och utkommer 12 gånger per år. Tidningen inriktar sig främst på nöjesnyheter och delas ut till alla åländska hushåll samt på många av de färjor som angör Åland.
Chefredaktör är Zandra Lundberg.